# Episodi de La voce che hai dentro
La serie televisiva La voce che hai dentro, composta da 8 episodi, è stata trasmessa in prima visione su Canale 5 dal 14 settembre al 6 ottobre 2023 in quattro prime serate.
| nº | Titolo       | Titolo          | Prima TV          |
| nº | In streaming | In chiaro       | Prima TV          |
| -- | ------------ | --------------- | ----------------- |
| 1  | Episodio 1   | Prima puntata   | 14 settembre 2023 |
| 2  | Episodio 2   | Prima puntata   | 14 settembre 2023 |
| 3  | Episodio 3   | Seconda puntata | 22 settembre 2023 |
| 4  | Episodio 4   | Seconda puntata | 22 settembre 2023 |
| 5  | Episodio 5   | Terza puntata   | 29 settembre 2023 |
| 6  | Episodio 6   | Terza puntata   | 29 settembre 2023 |
| 7  | Episodio 7   | Quarta puntata  | 6 ottobre 2023    |
| 8  | Episodio 8   | Quarta puntata  | 6 ottobre 2023    |

## Prima puntata

### Episodio 1
- Diretto da: Eros Puglielli
- Soggetto di: Jean Ludwigg, Leonardo Valenti, Laura Colella, Pier Paolo Piciarelli e Laura Sabatino
- Scritto da: Jean Ludwigg e Leonardo Valenti

#### Trama
Napoli. Michele Ferrara, condannato ingiustamente per l'omicidio del padre Mimmo, torna libero dopo dieci anni di carcere. La prima preoccupazione è andare nell'azienda di famiglia, la casa discografica Parthenope, che versa in gravi difficoltà economiche e che sta per essere venduta contro la sua volontà alla concorrenza, la Russo Records. Tutti sono contro di lui: il figlio maggiore, Raffaele, che vuole cominciare una nuova vita a Milano; Antonio, che deve pagare dei debiti di gioco; anche la moglie Maria, che ha intenzione di risposarsi. Solo Anna, la piccola di casa, sta dalla sua parte.
- Ascolti: telespettatori 2 481 000 – share 14,50%[4].

### Episodio 2
- Diretto da: Eros Puglielli
- Soggetto di: Jean Ludwigg, Leonardo Valenti, Laura Colella, Pier Paolo Piciarelli e Laura Sabatino
- Scritto da: Iole Masucci e Laura Sabatino

#### Trama
Tenendo nascosto a sua moglie Maria e ai suoi figli il proprio stato di salute riguardo al suo cuore, Michele non si perde d'animo e si pone l'obiettivo di salvare la Parthenope attraverso la partecipazione ad un contest canoro che permette la vittoria di un ricco premio in denaro: per questo si mette a caccia di un nuovo talento da lanciare. E crede di averlo individuato in una giovane cantante trapper, Regina, artista in ascesa e molto in voga nelle discoteche della movida notturna di Napoli.
- Ascolti: telespettatori 2 481 000 – share 14,50%[4].

## Seconda puntata

### Episodio 3
- Diretto da: Eros Puglielli
- Soggetto di: Jean Ludwigg, Leonardo Valenti, Laura Colella, Pier Paolo Piciarelli e Laura Sabatino
- Scritto da: Jean Ludwigg e Leonardo Valenti

#### Trama
Michele è alle prese con le intemperanze di Regina, di carattere molto sfuggente e restia a voler lavorare per lui. Dopo qualche primo attrito, i due si vengono incontro e Michele riesce a salvarla dal disastro provocato da una sua canzone incautamente rilasciata online in cui alludeva a dover uccidere il padre, impedendo ad un fan di Regina di andare ad uccidere il proprio padre. e continua a lavorare assieme a lei nella composizione di un pezzo adatto per vincere il contest. Giulio chiede a Maria di sposarlo, ma la donna sembra combattuta, visto il ritorno di Michele.
- Ascolti: telespettatori 1 723 000 – share 10,90%[5].

### Episodio 4
- Diretto da: Eros Puglielli
- Soggetto di: Jean Ludwigg, Leonardo Valenti, Laura Colella, Pier Paolo Piciarelli e Laura Sabatino
- Scritto da: Iole Masucci e Laura Sabatino

#### Trama
Raffaele, il figlio maggiore di Michele, intenzionato da tempo a voler vendere la casa discografica, viene manovrato da Gaetano Russo, cercando di prendere tempo per evitare che Regina firmi il contratto con la Parthenope. Le sta talmente addosso, che il suo matrimonio già traballante entra in una crisi conclamata, culminata con la perdita del figlio da parte della moglie. Lo stesso Russo si presenta a casa di Regina per proporle un ricco contratto discografico e portarla dalla sua parte, ma senza successo. Qui entra in gioco Antonio, figlio minore di Michele, che nel tentativo di portare il suo cantante Vincenzo al successo, riesce a fargli ottenere un provino proprio alla Russo Records, scriturandolo per il contest. In tutto questo, Raffaele cade sempre più nell'oblio e, sempre spinto da Russo a voler far fallire la rinascita della Parthenope, cancella tutte le registrazioni di Regina distruggendo parte dell'attrezzatura dello studio di registrazione. In tutto ciò, lui ha un flashback, in cui si scopre che per un diverbio col nonno, spinse quest'ultimo facendogli sbattere la testa e uccidendolo. All'arrivo di Michele, Raffaele incolpa il padre di averlo ucciso, mandandolo ingiustamente in carcere al posto suo.
- Ascolti: telespettatori 1 723 000 – share 10,90%[5].

## Terza puntata

### Episodio 5
- Diretto da: Eros Puglielli
- Soggetto di: Jean Ludwigg, Leonardo Valenti, Laura Colella, Pier Paolo Piciarelli e Laura Sabatino
- Scritto da: Jean Ludwigg e Leonardo Valenti

#### Trama
Tanti avvenimenti scompigliano la vita dei Ferrara: tra questi la decisa intrusione nella vita di Regina di suo padre, con il quale lei si riavvicina, sebbene non abbiano mai avuto un ottimo rapporto. Maria vive il suo profondo turbamento davanti alle carte del divorzio già firmate da Michele, non convinta di volerlo lasciare. Raffaele è ossessionato dalla morte del nonno e continua ad avere incubi misti a ricordi sulla sera del suo assassinio: Michele e Anna cercano un dettaglio che possa aiutare a ricostruire i fatti. Gaetano Russo si presenta alla Parthenope svelando a Michele che suo figlio Antonio gli ha proposto Vincenzo, un cantante da far gareggiare al contest contro Regina. In tutto ciò Anna è turbata dopo aver visto Regina e Michele baciarsi (poiché infatuata della cantante), confessando al padre la sua omosessualità. Il padre di Regina si presenta dai Ferrara come suo manager, mettendoli alle strette e minacciandoli che la farà firmare per Russo, che offre loro parecchi soldi. Lei, sebbene si trovi bene alla Parthenope, decide di firmare per Russo, per il bene del padre che vorrebbe riacquistare la loro casa di famiglia.
- Ascolti: telespettatori 1 812 000 – share 10,90%[6].

### Episodio 6
- Diretto da: Eros Puglielli
- Soggetto di: Jean Ludwigg, Leonardo Valenti, Laura Colella, Pier Paolo Piciarelli e Laura Sabatino
- Scritto da: Iole Masucci e Laura Sabatino

#### Trama
Raffaele cerca di confessare a Michele che ha ucciso lui il nonno Mimmo, ma c'è un problema maggiore adesso: Regina ha firmato per la Russo Records mettendo la Parthenope nei guai per il contest e costringendo così i Ferrara a dover provinare nuovi cantanti. Regina però non sa che è vittima di un raggiro da parte del padre, che è scappato fregandosi l'anticipo dei soldi del contratto con Gaetano Russo. Delusa, torna a cantare nei club della movida notturna, con Michele che la vuole aiutare cercando assieme a Maria un cavillo per poter recedere il contratto con Russo, ma senza successo. La moglie di Raffaele, Letizia, scopre il suo tradimento con Regina e chiude con lui. Regina, non contenta della musica tipicamente partonopea proposta alla Russo Records si confronta con quest'ultimo, che le confessa che la voleva nella sua casa discografica solo per strapparla a Michele. Regina, delusa e affranta, si ubriaca e si mette alla guida del suo motorino, avendo un incidente dopo aver sbattuto sull'auto di Raffaele.
- Ascolti: telespettatori 1 812 000 – share 10,90%[6].

## Quarta puntata

### Episodio 7
- Diretto da: Eros Puglielli
- Soggetto di: Jean Ludwigg, Leonardo Valenti, Laura Colella, Pier Paolo Piciarelli e Laura Sabatino
- Scritto da: Jean Ludwigg e Leonardo Valenti

#### Trama
Dopo l'incidente in motorino, Regina si salva e viene ricoverata in ospedale, con l'apprensione di tutti i Ferrara, preoccupati per lei. Sul letto d'ospedale, Anna le canta una canzone di Pino Daniele, facendola risvegliare. Intanto Michele e Maria vanno in tribunale per annullare il loro matrimonio. Regina e i Ferrara, grazie a Maria, trovano un cavillo per liberare la cantante dal contratto con Gaetano Russo, che ha pubblicato un suo pezzo durante la sua degenza in ospedale senza il suo consenso: grazie a ciò, Regina può rescindere il contratto e tornare a gareggiare per la Parthenope. Anche Antonio manda a quel paese Russo, che ha completamente plagiato il suo artista, Vincenzo, per farlo gareggiare al contest. Raffaele, preda ancora dei ricordi confusi della notte della morte del nonno, si riavvicina alla moglie Letizia, non sapendo che però Regina aspetta un figlio da lui. 
- Ascolti: telespettatori 1 876 000 – share 11,10%[7].

### Episodio 8
- Diretto da: Eros Puglielli
- Soggetto di: Jean Ludwigg, Leonardo Valenti, Laura Colella, Pier Paolo Piciarelli e Laura Sabatino
- Scritto da: Iole Masucci e Laura Sabatino

#### Trama
Regina si confida con Anna dicendogli che aspetta un figlio da suo fratello Raffaele, ma che vuole tenerlo e non rovinare il suo matrimonio con Letizia. La stessa Anna poi aiuta Raffaele a ricordare gli avvenimenti della sera della morte del nonno Mimmo, riunendo i pezzi e ricordando chi fosse colui che lo ha aggredito, ritrovando un orecchino indossato dall'aggressore quella sera in sala mixer. I problemi al cuore per Michele continuano e con Maria, che nel frattempo ha lasciato il suo compagno Giulio e ha costretto Michele ad ammettere il suo amore per lei, nonostante il divorzio, vanno ad un controllo medico, con il cardiologo che consiglia lui di stare un po' a riposo in clinica. 
Arriva la sera del concorso canoro che si tiene ad Orvieto. Tutti i Ferrara sono in platea, ad eccezione di Michele, il quale lascia il letto d'ospedale e assieme all'amico Luigi si dirigono ad Orvieto per assistere all'esibizione di Regina. La cantante, dapprima disorientata, alla voce di Michele in cuffia prende coraggio e inizia a cantare, immaginandosi di duettare con lui. Regina vince il concorso canoro, mentre Vincenzo, il cantante di Russo per cui Antonio era il manager, arriva secondo; questi, infuriato per la sconfitta, si rifugia in camerino, ma i Ferrara si accorgono che indossa lo stesso orecchino trovato sul luogo del delitto di Mimmo Ferrara e si scagliano contro di lui. Il cantante scappa in auto ma viene fermato da dei camorristi, che lo gambizzano, poiché era l'amante di Perla, moglie del boss, nonché segretaria alla Russo Records.
I Ferrara festeggiano per la vittoria di Regina e per il salvataggio della Parthenope. Quest'ultima, un po' in disparte, confessa a Raffaele di aspettare un figlio da lui ma di non pretendere nulla ora che si è riavvicinato alla moglie. A fine serata, mentre Regina va via e tutti i Ferrara festeggiano con i dipendenti della Parthenope, Michele si allontana e si accascia a terra, con Maria che accorre per lui, ma nessuno che li sente, impegnati a cantare al pianoforte. 
- Ascolti: telespettatori 1 876 000 – share 11,10%[7].